# ایوا آلتمن

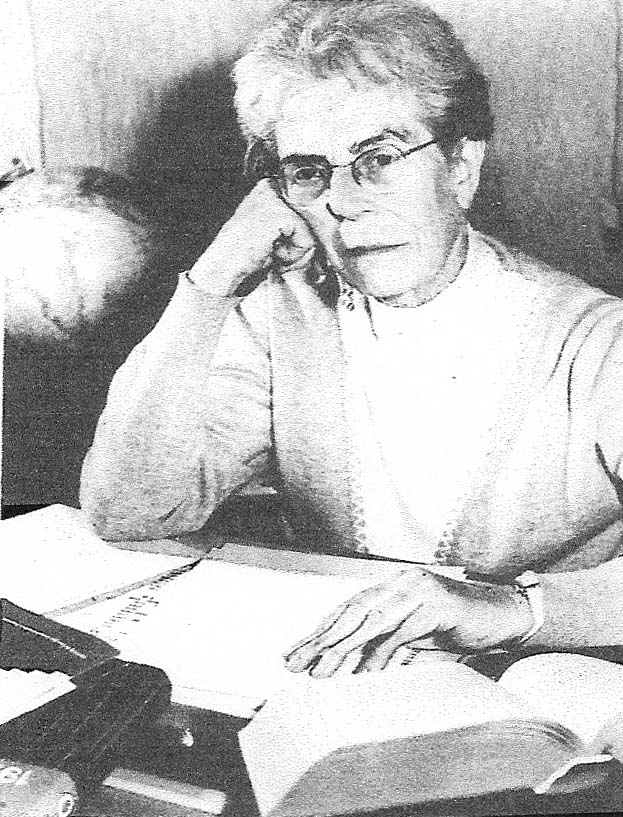

ایوا آلتمن (Eva Altmann) (نام هنگام تولد، ایوا پفنگست: زادهٔ ۱۷ دسامبر ۱۹۰۳ – درگذشته ۱ مارس ۱۹۹۱)، یک اقتصاددان اهل آلمان بود که در ۱۹۵۰ میلادی نخستین رئیس آکادمی جدید برنامه‌ریزی اقتصادی ("Hochschule für Planökonomie") شد، نهادی که قبل از ۱۹۵۶ به این نام معروف بود.

## زندگی

### زادگاه و سال‌های اولیه
ایوا پفنگست در برلین زاده شد. پدر وی مشغول کارهای بازرگانی بود. وی در فرانکفورت، کیل و برلین در رشته اقتصاد درس خواند. در این هنگام، او در سال ۱۹۲۱ میلادی به کمونیست‌های جوان پیوست و دو سال بعد عضویت حزب کمونیست را به‌دست‌آورد. منابع تأکید دارند که عقاید کمونیستی وی زاده یک محکومیت عمیق بود که در طول زندگی بزرگ‌سالی وی با او همراه بود.
او ازدواج کرد و زوج جوان صاحب پسری به‌نام فرانز آلتمن شدند. با این حال، در اوایل دهه ۱۹۳۰ میلادی، شوهر وی با یک خانم دیگر آشنا شد و همراه با همسر جدید خود به اتحاد جماهیر شوروی مهاجرت کرد. با در نظرداشت تغییرات سیاسی بعدی در آلمان، این مهاجرت آلتمن، هرچند به‌طور غیرعمدی، اما ممکن است برای وی که یک یهودی بود باعث نجات زندگی‌اش تمام شده باشد، اما این امر باعث شد تا خانم وی پسرش را به تنهایی بزرگ کند.

### سال‌های نازی
تغییر رژیم در آلمان در ژانویه ۱۹۳۳ میلادی اتفاق افتاد و حکومت جدید هیچ زمانی را برای تحمیل دیکتاتوری تک-حزبی از دست نداد. ایوا که هم یک کمونیست و هم مادر یک پسر جوان بود که پدر یهودی داشت، با حکومت دچار مشکلات متعدد گردید. فعالیت‌های سیاسی وی باعث شد تا وی محکوم به نُه و نیم ماه زندان در سال‌های پایانی دوره «وایمار» در ۱۹۳۱/۱۹۳۲ میلادی گردد و پس از ۱۹۳۳ میلادی نیز، وی چندین مرتبه در زمان‌های مختلف در جریان دوازده سال حکومت نازی، به زندان افکنده شد. در جریان ۱۹۳۴ میلادی، علی‌رغم این‌که فعالیت سیاسی غیرقانونی اعلام شده بود، اما وی برای مدت کوتاهی در حزب کمونیست در آیسبلین که در فاصله کوتاهی در غرب شهر هاله واقع شده‌است، کار می‌کرد.
پس از آن، وی به عنوان منشی و دستیار شخصی در یک شرکت صنعتی مشغول کار شد. وی در برلین یکی از دو متهم در دادگاهی بود که در نهایت حکم مرگ هانس اوتو (بازیگر) را صادر نمود، اما ایوا به دلیل ناکافی بودن مدارک، رها شد. در جریان دوره‌ای که در ۱۹۴۵ میلادی پایان یافت، زمان‌های که وی در زندان نمی‌بود، به‌طور مکرر تحت نظارت پلیس قرار داشت و برخی اوقات نظارت‌ها بسیار شدید می‌بود.

### منطقه تحت اشغال شوروی
جنگ جهانی دوم به‌طور رسمی در ماه می ۱۹۴۵ میلادی پایان یافت، اما یک قسمت بزرگ آلمان مرکزی به عنوان منطقه تحت اشغال شوروی باقی ماند. این منطقه تحت اشغال در اکتبر ۱۹۴۹ میلادی مجدداً با نام رسمی جمهوری دموکراتیک آلمان (GDR/ آلمان شرقی) معرفی گردیده و یک دولت بدیل آلمانیِ مستقل و تحت حمایت شوروی بود که ساختار سیاسی و اجتماعی آن عمداً مطابق با مدلی بود که اتحاد جماهیر شوروری در جریان دهه‌های ۱۹۲۰ و ۱۹۳۰ برای خودش ایجاد نموده بود. تراژدی شخصی زمانی آغاز شد که فرانز آلتمن در ۱۹۴۷ میلادی به دلیل زندگی عشقی‌اش، خود را کشت. با این همه، به لحاظ مسلکی، ایوا آلتمن توانست به عنوان یک معتقد واقعی در راستای ظهور یک دولت کمونیستی کار کند. در میان سال‌های ۱۹۴۵ تا ۱۹۴۷ میلادی، وی در بست‌های که در نظام آموزشی خالی شده بود، گماشته شد. در ۱۹۴۷ میلادی، وی یک دوره‌ای آموزشی فشرده معلمی را در آکادمی کارل مارکس که مربوط به حزب حاکم بوده و جدیداً در کلاینماخنوو در کناره برلین تأسیس شده بود، به اتمام رسانید. حالا که او به عنوان یک بلند پرواز آکادمیک شناخته شده بود، در ۱۹۴۸ میلادی در پستی به عنوان استاد در رشته «اقتصاد دو ساله» در دانشگاه هومبولت برلین گماشته شد.

### آکادمی برنامه‌ریزی اقتصادی
در اوایل تابستان ۱۹۵۰ میلادی، به وی دستور داده شد تا یک آکادمی جدیدِ برنامه‌ریزی اقتصادی ("Hochschule für Planökonomie") را تأسیس نماید، این آکادمی از ساختمان‌های که پس از رفتن نیروهای اشغالی خالی شده بودند، استفاده نموده و آماده بود تا در ۴ اکتبر ۱۹۵۰ با ۱۸۵ دانش آموز و بیست کارمند گشایش یابد. آلتمن خود به عنوان رئیس این آکادمی گماشته شد. در جریان دهه ۱۹۵۰، وی توانست با یک گروه کوچکی از افراد آکادمیک مبنای چیزی را بنیان نهد که بعدها با ادغام چند مؤسسه دیگر، به مهم‌ترین نهاد پژوهش اقتصادی و آموزش در سطح جمهوری دموکراتیک آلمان مبدل گردید. رشته‌های آموزشی و مهم‌تر از همه «سمینارهای سرمایه» خود وی، نقش بزرگی در آموزش نظری دسته دانشجویان اولیه و رشد هیئت استادان در آکادمی جدید، ایفا کرد. وی همچنین پژوهش‌های قابل ملاحظه‌ای در مورد مشکلات نظری بازآفرینی سرمایه در آلمان غربی منتشر کرد.
علی‌رغم تعهد راسخ وی نسبت به مبنای نظام سوسیالیستی، او در آوریل ۱۹۵۳ توبیخی شدید از جانب کمیته مرکزی حزب که یک کمیته قدرت‌مند است دریافت کرد، چون یکی از استادان آکادمی در هنگام تدریس خود به مقاله‌ای اشاره کرده بود که در آن استالین مورد انتقاد قرار گرفته بود. اوضاع سیاسی در آن زمان به علت تردیدهای تعلیمی و عملی ناشی از مرگ دیکتاتور شوروی در اوایل همان ماه، به شدت نابسامان شده بود. این آکادمی به‌طور رسمی به عنوان یک «دژ فرصت‌طلبی» ("Hort des Opportunismus")که به لحاظ سیاسی پذیرفتنی نیست، محکوم گردید. هرچند وی از حملات وحشیانه که با این شیوه به وی صورت می‌گرفت خشمگین بود، اما تا سال ۱۹۵۶ میلادی در پست خود باقی ماند و کار روی ادغام این آکادمی با آکادمی مالی در پوتسدام-بابلسبرگ و آکادمی تجارت خارجی آغاز گردید. پس از واگذاری مسئولیت‌های رهبری به خلف خود، حالا او روی تعلیم دانش آموزان، به ویژه دانش آموزان خارجی، تمرکز نموده و از رساله‌های دکترای بیشتر آن‌ها نظارت نمود.

### دهه‌های آخر عمر
توبیخی که او در ۱۹۵۳ میلادی دریافت کرده بود، به‌طور رسمی در ۵ دسامبر ۱۹۷۳ پس گرفته شد. او مشغول تدریس و چاپ پژوهش‌های خود بود و در ۱۹۸۵ میلادی کتاب خود تحت عنوان مطالعه‌ای بر سرمایه مارکس را منتشر کرد. (Zum Studium von Karl Marx' Werk „Das Kapital“.)
آلتمن از رویدادهای ۱۹۸۹ میلادی که یک انکار مردمی گسترده از جمهوری دموکراتیک آلمان و باورهای اقتصادی نهفته در آن را افشا نمود، شدیداً متأثر گردید. اتحاد آلمان متعاقباً رخ داد. او در ۱۹۹۱ میلادی درگذشت.

## زندگی شخصی
خبرنگار هانا مایر در یک بزرگ‌داشت پرمهر، بعدها ابعاد شخصیتی آلتمن را ثبت کرد. او عمیقاً به تدریس خود متعهد بود. او به سخنرانی عمومی در کنفرانس‌ها علاقه‌مند نبود، اما مخاطبین خود را در سخنرانی‌های علمی‌اش در آکادمی بسیار تحت تأثیر قرار می‌داد. منزلت او نشان می‌داد که او می‌توانست موتور را رانندگی کند، اما گزارش شده بود که او نمی‌دانست چگونه چراغ‌های موتور را روشن کند.
نبود محصولات تازه در مغازه‌ها یکی از ویژگی‌های معمول زندگی روزمره در آلمان شرقی بود، اما آلتمن یک خانه کوچک دومی در خارج از شهر داشت که یک زمین استیجاری نیز ضمیمه آن بود. یکی از شاگردان که با کودکان خود به دیدار آلتمن رفته بود، بعدها داستانی را بیان کرد که آلتمن مهمانان را به یک مزرعه نزدیک خانه‌اش برد تا یک مقدار سیب بخرد. دهقان گفت که اصلاً سیب ندارد. آلتمن پاسخ داد که «این حقیقت ندارد» و به تندی از دهقان گذشته و به سمت زیرزمین وی رفت، سبدی را از سیب پُر کرد و پول آن را را به دست دهقان فشرد و هنگام ترک آنجا گفت، «کودکان به سیب نیاز دارند».